# Jim Krueger
Jim Krueger, pseudonimo di James Krueger (1966), è un fumettista statunitense.
Si è laureato in giornalismo alla Marquette University.
Dopo gli esordi come cineasta e copywriter, è diventato direttore creativo per la Marvel Comics, diventando di lì in poi un sceneggiatore di fumetti freelance.
I suoi lavori originali comprendono The Foot Soldiers, Alphabet Supes, The Clock Maker e The Last Straw Man.
Un lavoro di successo è rappresentato dalla trilogia di Terra X scritta con Alex Ross per la Marvel Comics. Con Alex Ross ha contribuito anche ai progetti Avengers/Invaders, Justice (DC Comics), Project Superpowers e Capone vs. Dracula.
Krueger è presidente ed editore della casa editrice di fumetti 26 Soldiers.
Ha scritto la sceneggiatura per il videogioco Mortal Kombat Shaolin Monks (Midway Games).
Nel 2021 esce per Scout Comics con No ghosts in Hiroshima

## Riconoscimenti
Il suo primo cortometraggio, There Might Be Dragons (scritto, diretto e prodotto personalmente) ha ottenuti alcuni riconoscimenti, tra cui "Miglior cortometraggio" al New York Independent Film Festival.
Al suo primo anno di lavoro come copywriter ha vinto due Addy Awards.